# بات كارول
بات كارول (بالإنجليزية: Pat Carroll)‏ (11 نوفمبر 1985 في الولايات المتحدة - ) هو لاعب كرة قدم أمريكي في مركز الدفاع. لعب مع دي.سي. يونايتد وReal Maryland F.C. ‏.

## وصلات خارجية
- بات كارول على موقع الدوري الأمريكي (الإنجليزية)
- بات كارول على موقع قاعدة بيانات كرة القدم.إي يو (الإنجليزية)